# Parabrachiella yongxingensis
Parabrachiella yongxingensis is een eenoogkreeftjessoort uit de familie van de Lernaeopodidae. De wetenschappelijke naam van de soort is voor het eerst geldig gepubliceerd in 1976 door Song & Chen.